# Джейк Вебер
Джейк Т. Вебер (англ. Jake Weber) — англійський актор. Відомий своїми ролями в таких фільмах, як «Світанок мерців» і «Знайомтеся — Джо Блек», у якому зіграв роль Дрю. На телебаченні став відомий завдяки ролі Джо Дюбуа, невиспаного чоловіка ясновидиці Еллісон Дюбуа, в серіалі «Медіум».
У 2001—2002 роках входив до постійного акторського складу серіалу «Розум одруженого чоловіка», а також виконав гостьові ролі у серіалах «Закон і порядок: Злочинні наміри» і «Поліція Нью-Йорка». З осені 2016 року регулярно з'являвся в ролі другого плану у другому сезоні серіалу «Таємниці і брехня» на телеканалі «ABC». Після епізодичної ролі в серіалі «Послідовники», Вебер зіграв постійні ролі в таких серіалах, як «Пекло на колесах», «Морська поліція: Гаваї» і «Батьківщина».

## Біографія
Вебер народився в Лондоні, Англія. Його мати, Сюзан Енн Керолайн — британська світська левиця, а батько, Томас Евелін «Томмі» Вебер — гонщик із багатої родини. Батько Вебера— данець з данським і англійським корінням, народився в Данії. Родина його матері має коріння в Марокко, його дід належав до сефардських євреїв. Бабуся Вебера по материнській лінії, Прісцилла Вейгалл, походила з багатої англійської родини. У Вебера є брат Чарлі. Зі сторони своєї англійської бабусі Вебер є правнуком сера Вільяма Ернеста Джорджа Арчібальда Вейгалла, 1-го баронета, та його дружини Грейс Емілі. Він також є праправнуком бізнес-магната сера Джона Бланделла Мейпла, 1-го баронета, та його дружини Емілі Гаррієт Меррівезер.
Мати Вебера, Сьюзен, страждала від депресії та шизофренії, спричинених ЛСД. Вона померла від передозування наркотиками, коли Вебер мав вісім років. Його батько, який торгував забороненими речовинами та залучав обох своїх синів до торгівлі наркотиками, продавав наркотики в багато місць по всьому світу. Він також мав проблеми із залежністю від психоактивних речовин і помер у 2006 році у 67-річному віці.
1971 року батько Вебера взяв його та його брата на віллу Неллкот, де гурт Rolling Stones записували «Exile on Main St». У статті 2010 року для газети «Таймс» Вебер згадував, що «тато використав його як наркокур'єра, щоб доставити кокаїн на весілля Міка та Б'янки Джаггер».
Вебер навчався в школі Саммергілл у Лейстоні, Саффолк. Потім поїхав до Сполучених Штатів, щоб навчатися в коледжі Міддлбері у Вермонті. Під час навчання співав акапельно з гуртом «Dissipated Eight» і спеціалізувався на англійській літературі та політології. 1986 року отримав диплом бакалавра з відзнакою. Пізніше вступив на факультет драматичного мистецтва Джульярдської школи в складі Group 19 (1986—1990), до якої також належали Лора Лінні та Джинн Тріплгорн. Також навчався у відомому Московському художньому театрі в Росії.
На Каннському кінофестивалі 2010 року на прем'єрі документального фільму про рок-н-рол, «Stones у вигнанні», співак Мік Джаггер виступив перед натовпом та розповів про місяці сесій запису, підживлених наркотиками, під час яких вони й створили знаменитий альбом «Exile on Main Street» (1972). Джаггер також пожартував про рідко бачені кадри, на яких видно, як восьмирічний Вебер скручує для них косяки.

## Кар'єра
На початку своєї кар'єри Вебер часто виконував невеликі ролі в популярних фільмах, зокрема зіграв хлопця героїні, яку грала Кіри Седжвік, у фільмі «Народжений четвертого липня» (1989) режисера Олівера Стоуна. Після цього працював з такими режисерами, як Сідні Люмет («Чужа серед нас», 1992), Алан Дж. Пакула («Справа пеліканів» 1993) і Мартін Брест («Знайомтеся — Джо Блек» 1998).
Однією з його головних ролей стала роль доктора Мета Кровера в серіалі «Американська готика» (1995), у якому він зіграв доброго лікаря, що захищає юнака від одержимого шерифа. Вебер також зіграв Джейка Бермана, хлопця, який працює в газеті в Чикаго, у ситкомі «Розум одруженого чоловіка» (2001).
Здобувши популярність завдяки ролі в рімейку фільму жахів «Світанок мерців» (2004), Вебер знявся в ролі Джо Дюбуа в телесеріалі «Медіум», де зіграв невиспаного чоловіка Еллісон Дюбуа, екстрасенса, яка має видіння, що допомагають їй запобігати та розкривати злочини. 2016 року Вебер виконав роль чоловіка-психотерапевта детектива Андреа Корнелл, яку грає Джульєтт Льюїс, у другому сезоні містичного серіалу «Таємниці і брехня». Вебер також знявся в серіалі «Послідовники» і серіалі «Легше легшого». Крім того, з'явився в 6 і 7 сезонах серіалу «Батьківщина».
2021 року долучився до акторського складу фільму «Ті, хто бажають моєї смерті».

## Особисте життя
У 1995—1997 роках Вебер перебував у шлюбі з Діані Орейро. 2017 року одружився з Коррі Калбертсон. У Вебера є син Вейлон від попередніх стосунків.

## Фільмографія

### Кіно
| Рік  | Назва українською           | Назва                         | Роль                          | Нотатки   |
| ---- | --------------------------- | ----------------------------- | ----------------------------- | --------- |
| 1989 | Народжений четвертого липня | Born on the Fourth of July    | Хлопець Донни                 |           |
| 1991 | Сніданок у ліжко            | Bed & Breakfast               | Боббі                         |           |
| 1992 | Чужа серед нас              | A Stranger Among Us           | Яков Клаузман                 |           |
| 1993 |                             | Skin Art                      | Річард                        |           |
| 1993 | Справа пеліканів            | The Pelican Brief             | Куртіс Морган                 |           |
| 1994 |                             | Cultivating Charlie           | Чарльз Сандертранк            |           |
| 1994 | Зникаючий син 2             | Vanishing Son II              | Бо                            | Телефільм |
| 1994 | Зникаючий син 4             | Vanishing Son IV              | Бо                            | Телефільм |
| 1997 | Що чула глуха людина        | What the Deaf Man Heard       | Толлівер Тайнен               |           |
| 1997 | Амістад                     | Amistad                       | Містер Райт                   |           |
| 1998 | Чесна куртизанка            | Dangerous Beauty              | Король Генрі                  |           |
| 1998 | Елементи                    | Into My Heart                 | Адам                          |           |
| 1998 | Знайомтеся — Джо Блек       | Meet Joe Black                | Дрю                           |           |
| 1999 | Керуючи польотами           | Pushing Tin                   | Баррі Плоткін                 |           |
| 1999 | На дні безодні              | In Too Deep                   | Даніель Коннеллі              |           |
| 1999 |                             | Cherry                        | Доктор Беверлі Кірк           |           |
| 2000 | U-571                       | U-571                         | Лейтенант Майкл Гірш          |           |
| 2000 | Клітка                      | The Cell                      | Агент ФБР Гордон Ремсі        |           |
| 2001 | Вендіго                     | Wendigo                       | Джордж                        |           |
| 2002 | Люби сусіда свого           | Love Thy Neighbor             | Чоловік у секції для дорослих |           |
| 2002 | Лео                         | Leo                           | Бен Блум                      |           |
| 2002 | Правило сотої милі          | 100 Mile Rule                 | Боббі Дейвіс                  |           |
| 2004 | Каста воїнів                | Warrior Class                 | Філ Анвар                     |           |
| 2004 | Світанок мерців             | Dawn of the Dead              | Майкл Шонессі                 |           |
| 2004 | Гавань                      | Haven                         | Офіцер Павелл                 |           |
| 2008 | Привиди Моллі Гартлі        | The Haunting of Molly Hartley | Роберт Гартлі                 |           |
| 2012 | На ланцюгу                  | Chained                       | Бред Фіттлер                  |           |
| 2013 | Спасіння                    | Redemption Trail              | Джон Стаббс                   |           |
| 2013 | Штурм Білого дому           | White House Down              | Секретний агент Тед Гоуп      |           |
| 2014 | Голодні серця               | Hungry Hearts                 | Доктор Білл                   |           |
| 2014 | Уроки водіння               | Learning to Drive             | Тед                           |           |
| 2017 | Болото                      | Wetlands                      | Сержант МакКалві              |           |
| 2017 | Відважні                    | Thank You for Your Service]]  | Полковник Плаймаут            |           |
| 2019 | Пляжний будиночок           | The Beach House               | Мітч                          | [ 2 ]     |
| 2019 | Мідвей                      | Midway                        | Контр-адмірал Реймонд Спрюенс |           |
| 2021 | Ті, хто бажають моєї смерті | Those Who Wish Me Dead        | Овен Кассерлі                 |           |
| 2021 | Всі до останнього           | Every Last One of Them        | Ніколс                        |           |
| 2024 | Пітер П'ять Вісім           | Peter Five Eight              | Містер Лок                    |           |

### Телебачення
| Рік        | Назва українською                   | Назва                             | Роль                               | Нотатки                                                                                            |
| ---------- | ----------------------------------- | --------------------------------- | ---------------------------------- | -------------------------------------------------------------------------------------------------- |
| 1990       | Закон і порядок                     | Law & Order                       | Веслі Паркер                       | Епізод 8: «Poison Ivy»                                                                             |
| 1994–1995  | Щось дике                           | Something Wilder                  | Річі Вейнрайт                      | 15 епізодів                                                                                        |
| 1995–1996  | Американська готика                 | American Gothic                   | Доктор Метт Кровер                 | 15 епізодів                                                                                        |
| 1996       | Поліція Нью-Йорка                   | NYPD Blue                         | Білл Волш                          | Episode: «Girl Talk»                                                                               |
| 1997       | Свобода! Американська революція     | Liberty! The American Revolution  | Офіцер з Вірджінії                 | 5 епізодів                                                                                         |
| 2001       | Вулиця                              | The $treet                        | Пітер Дерборн                      | 2 епізоди                                                                                          |
| 2001–2002  | Розум одруженого чоловіка           | The Mind of the Married Man       | Джейк Берман                       | 20 епізодів                                                                                        |
| 2001       | Закон і порядок: Злочинні наміри    | Law & Order: Criminal Intent      | Карл Атвуд                         | Епізод: «One»                                                                                      |
| 2005–2011  | Медіум                              | Medium                            | Джо Дюбуа                          | 130 епізодів Номінація на Премію «Супутник» у категорії «Найкращий актор» (драматичний телесеріал) |
| 2011       | Жива мішень                         | Human Target                      | Білл Фікнер                        | Епізод: «Marshal Pucci»                                                                            |
| 2012       | Дорогий доктор                      | Royal Pains                       | Ґейб Ґлісон                        | Епізод: «Bottoms Up»                                                                               |
| 2012       | Доктор Хаус                         | House                             | Джо Різ                            | Епізод: «Man of the House»                                                                         |
| 2013       | Елементарно                         | Elementary                        | Джеффрі Сілвер                     | Епізод: «Dirty Laundry»                                                                            |
| 2014       | Послідовники                        | The Following                     | Міхей                              | 3 епізоди                                                                                          |
| 2014, 2016 | Пекло на колесах                    | Hell on Wheels                    | Джон Аллен Кемпбелл                | 15 епізодів                                                                                        |
| 2015       | тиран                               | Tyrant                            | Джіммі Тіммонс                     | 8 епізодів                                                                                         |
| 2015       | Чорний список                       | The Blacklist                     | Реймонд Реддінгтон / Грегорі Деврі | 1 епізод                                                                                           |
| 2016       | Легше легшого                       | Easy                              | Воллі                              | 1 епізод                                                                                           |
| 2016       | Таємниці і брехні                   | Secrets and Lies                  | Ітан                               | 3 епізоди                                                                                          |
| 2017–2018  | Батьківщина                         | Homeland                          | Бретт O'Кіф                        | повторювана роль сезон 6, сезон 7                                                                  |
| 2018–2019  | 13 причин чому                      | 13 Reasons Why                    | Баррі Волкер                       | Повторювана роль (Сезони 2–3)                                                                      |
| 2020       | Зоряний шлях: Дискавері             | Star Trek: Discovery              | Зарех                              | гостьова роль (Сезон 3)                                                                            |
| 2022       | Закон і порядок: Спеціальний корпус | Law & Order: Special Victims Unit | Боб Флінн                          | Епізод: «Video Killed The Radio Star»                                                              |
| 2023       | Морська поліція: Гаваї              | NCIS: Hawaii                      | Джім Картер                        | Сезон 2                                                                                            |